# Liassine Cadamuro
Liassine Cadamuro-Bentaïba (Toulouse, 5 de março de 1988) é um futebolista profissional argelino que atua como meia, atualmente defende a Real Sociedad.

## Carreira
Cadamuro representou o elenco da Seleção Argelina de Futebol no Campeonato Africano das Nações de 2013, 2015 e 2017.